# Olympische Sommerspiele 1936/Segeln

Bootsklassen Olympische Sommerspiele 1936

Bei den XI. Olympischen Sommerspielen 1936 in Berlin wurden auf der Kieler Förde im Olympiahafen Düsternbrook vor Kiel vier Wettbewerbe im Segeln ausgetragen.
Das Wertungssystem war das gleiche wie bei den Olympischen Sommerspielen 1932 in Los Angeles. Für jede ordnungsgemäß beendete Wettfahrt erhielt die Yacht einen Punkt zuzüglich je eines Punktes pro besiegter Yacht. Die Niederlande, Deutschland, Italien und das Vereinigte Königreich gewannen je eine Goldmedaille.
Im Starboot gewannen Peter Bischoff und sein Vorschotmann Hans-Joachim Weise als erste deutsche Segler eine olympische Goldmedaille.

## Bilanz

### Medaillenspiegel
| Platz | Land               | Gold | Silber | Bronze | Gesamt |
| ----- | ------------------ | ---- | ------ | ------ | ------ |
| 1     | Deutsches Reich    | 1    | 1      | 1      | 3      |
| 2     | Großbritannien     | 1    | –      | 1      | 2      |
| 3     | Niederlande        | 1    | –      | 1      | 2      |
| 4     | Königreich Italien | 1    | –      | –      | 1      |
| 5     | Norwegen           | –    | 2      | –      | 2      |
| 6     | Schweden           | –    | 1      | 1      | 2      |

### Medaillengewinner
| Disziplin  | Gold | Silber | Bronze |
| ---------- | --- | --- | --- |
| O-Jolle    | Daan Kagchelland | Werner Krogmann | Peter Markham Scott |
| Star       | Deutsches Reich „Wannsee“ Peter Bischoff Hans-Joachim Weise                                                           | Schweden „Sunshine“ Arvid Laurin Uno Wallentin                                                                               | Niederlande „Bem II“ Bob Maas Willem de Vries Lentsch                                                                                         |
| 6-m-Klasse | Großbritannien „Lalage“ Miles Bellville Christopher Boardman Russell Harmer Charles Leaf Leonard Martin               | Norwegen „Lully II“ Karsten Konow Magnus Konow Fredrik Meyer Vaadjuv Nyqvist Alf Tveten                                      | Schweden „May be“ Lennart Ekdahl Martin Hindorff Torsten Lord Dagmar Salén Sven Salén                                                         |
| 8-m-Klasse | Königreich Italien „Italia“ Bruno Bianchi Luigi De Manincor Domenico Mordini Enrico Poggi Luigi Poggi Giovanni Reggio | Norwegen „Silija“ John Ditlev-Simonsen Olaf Ditlev-Simonsen Lauritz Schmidt Hans Struksnæs Jacob Tullin Thams Nordahl Wallem | Deutsches Reich „Germania III“ Hans Howaldt Alfried Krupp von Bohlen und Halbach Fritz Bischoff Eduard Mohr Felix Scheder-Bieschin Otto Wachs |

## Ergebnisse

### O-Jolle

O-Jolle (1936)

| Platz | Land | Athlet                        | Punkte |
| ----- | ---- | ----------------------------- | ------ |
| 1     | NLD  | Daan Kagchelland              | 163    |
| 2     | GER  | Werner Krogmann               | 150    |
| 3     | GBR  | Peter Markham Scott           | 131    |
| 4     | CHI  | Erich Wichmann-Harbeck        | 130    |
| 5     | ITA  | Giuseppe Fago                 | 115    |
| 6     | FRA  | Jacques Lebrun                | 109    |
| 7     | HUN  | Tibor Heinrich von Omorovicza | 102    |
| 8     | SUI  | Willy Pieper                  | 99     |

### Star

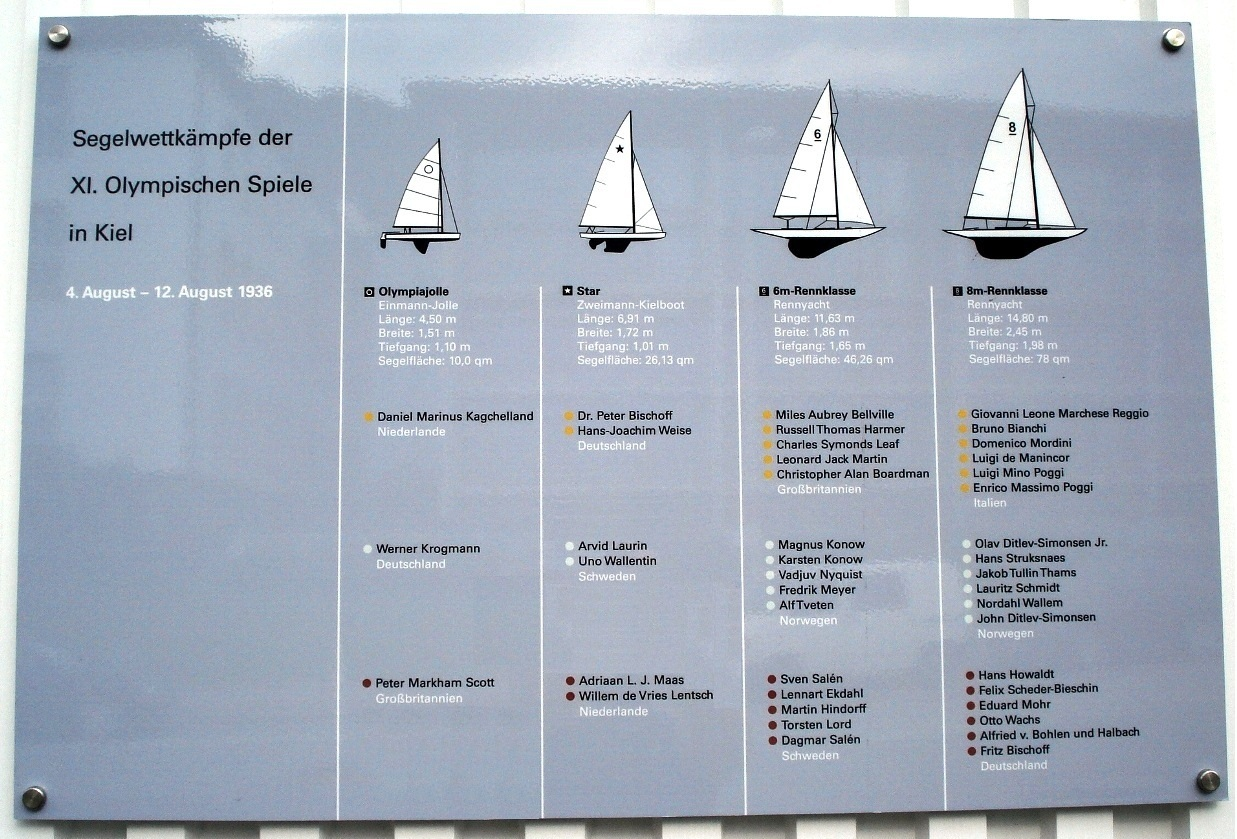
Informationstafel mit den Ergebnissen der olympischen Segelwettbewerbe 1936 am Sportboothafen Düsternbrook in Kiel, dem damaligen „Olympiahafen“

| Platz | Land | Boot/Athleten                                          | Punkte |
| ----- | ---- | ------------------------------------------------------ | ------ |
| 1     | GER  | „Wannsee“ Peter Bischoff Hans-Joachim Weise            | 80     |
| 2     | SWE  | „Sunshine“ Arvid Laurin Uno Wallentin                  | 64     |
| 3     | NLD  | „Bem II“ Bob Maas Willem de Vries Lentsch              | 63     |
| 4     | GBR  | „1074“ Keith Grogono William Welply                    | 56     |
| 5     | USA  | „Three Star Too“ William Waterhouse Woodbridge Metcalf | 51     |
| 6     | NOR  | „KNS“ Øivind Christensen Sigurd Herbern                | 44     |
| 7     | FRA  | „Fada“ Jean-Jacques Herbulot Pierre de Montaut         | 48     |
| 8     | TUR  | „Marmara“ Harun Ülman Behzat Baydar                    | 38     |

### 6-m-Klasse

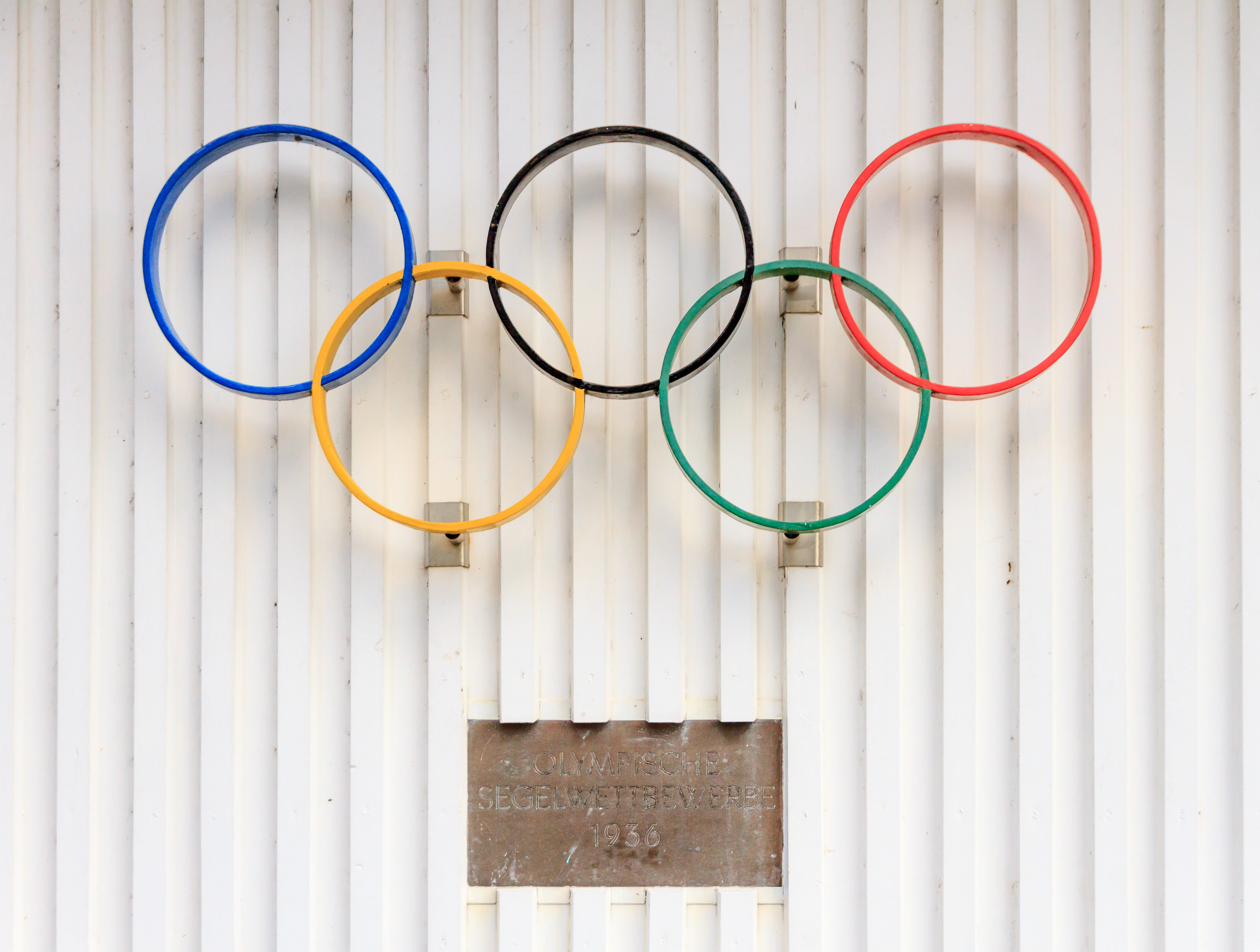
Gedenktafel mit der Inschrift „OLYMPISCHE SEGELWETTBEWERBE 1936“ am Sportboothafen Düsternbrook in Kiel, dem damaligen „Olympiahafen“ – darüber die olympischen Ringe

| Platz | Land | Boot/Athleten                                                                             | Punkte |
| ----- | ---- | ----------------------------------------------------------------------------------------- | ------ |
| 1     | GBR  | „Lalage“ Miles Bellville Christopher Boardman Russell Harmer Charles Leaf Leonard Martin  | 67     |
| 2     | NOR  | „Lully II“ Karsten Konow Magnus Konow Fredrik Meyer Vaadjuv Nyqvist Alf Tveten            | 66     |
| 3     | SWE  | „May be“ Lennart Ekdahl Martin Hindorff Torsten Lord Dagmar Salén Sven Salén              | 62     |
| 4     | ARG  | „Wiking“ Julio Sieburger Claudio Bincaz Germán Frers Edelf Hosmann Jorge Linck            | 52     |
| 5     | ITA  | „Esperia“ Renato Consentino Giuliano Oberti Massimo Oberti Giovanni Stampa Giuseppe Volpi | 50     |
| 6     | GER  | „Gustel V“ Hans Lubinus Dietrich Christensen Kurt Frey Theodor Thomsen Haimar Wedemeyer   | 49     |
| 7     | FIN  | „Lyn“ Curt Mattson Yngve Pacius Ragnar Stenbäck Helger Sumelius Lars Winqvist             | 43     |
| 8     | NLD  | „De Ruyter“ Joop Carp Ansco Dokkum Kees Jonker Herman Looman Ernst Moltzer                | 42     |

### 8-m-Klasse

Segelriss 8mR-Yacht 1936

| Platz | Land | Boot/Athleten | Punkte |
| ----- | ---- | --- | ------ |
| 1     | ITA  | „Italia“ Bruno Bianchi Luigi De Manincor Domenico Mordini Enrico Poggi Luigi Poggi Giovanni Reggio                                                        | 55     |
| 2     | NOR  | „Silija“ John Ditlev-Simonsen Olaf Ditlev-Simonsen Lauritz Schmidt Hans Struksnæs Jacob Tullin Thams Nordahl Wallem                                       | 53     |
| 3     | GER  | „Germania III“ Hans Howaldt Alfried Krupp von Bohlen und Halbach Fritz Bischoff Eduard Mohr Felix Scheder-Bieschin Otto Wachs                             | 53     |
| 4     | SWE  | „Ilderim“ Tore Holm Marcus Wallenberg Wilhelm Moberg Detlov von Braun Per Gedda Bo Westerberg                                                             |        |
| 5     | FIN  | „Cheerio“ Gunnar Grönblom Hilding Silander Gustaf Sumelius Olof Wallin Sven Grönblom Walter Kjellberg                                                     |        |
| 6     | GBR  | „Saskia“ Kenneth Preston Robert Steele Joseph Compton John Eddy Beryl Preston Francis Preston                                                             |        |
| 7     | ARG  | „Matrero II“ Rufino Rodríguez de la Torre Mario Ortiz Sauze Luis Domingo Aguirre Hipolito Ezequiel Gil Elizalde Rafael Ernesto Iglesias Guillermo Peralta |        |
| 8     | DEN  | „Anitra“ Niels Valdemar Hansen Hans Tholstrup Otto Danielsen Carl Viggo Berntsen Vagn Westerberg Kastrup Niels Schibbye                                   |        |

| Nation                 | Yachtname    | Baujahr | 1. | 2. | 3. | 4. | 5. | 6. | 7. | Gesamt |
| ---------------------- | ------------ | ------- | -- | -- | -- | -- | -- | -- | -- | ------ |
| Königreich Italien     | Italia       | 1935    | 9  | 6  | 5  | 10 | 8  | 8  | 8  | 55     |
| Norwegen               | Silja        | 1931    | 8  | 10 | 9  | 5  | 6  | 7  | 8  | 53     |
| Deutsches Reich        | Germania III | 1935    | 5  | 9  | 7  | 7  | 10 | 10 | 5  | 53     |
| Schweden               | Ilderim      | 1936    | 10 | 8  | 10 | 8  | 5  | 0  | 10 | 51     |
| Finnland               | Cheerio      | 1929    | 6  | 5  | 8  | 4  | 7  | 0  | 7  | 37     |
| Vereinigtes Königreich | Saskia       | 1931    | 7  | 7  | 6  | 6  | 2  | 6  | 2  | 36     |
| Argentinien            | Matrero II   | 1935    | 3  | 4  | 4  | 2  | 3  | 5  | 4  | 25     |
| Dänemark               | Anitra       | 1930    | 2  | 1  | 1  | 9  | 9  | 0  | 0  | 22     |
| Frankreich             | Ea II        | 1936    | 1  | 2  | 2  | 0  | 4  | 9  | 3  | 21     |
| Vereinigte Staaten     | Angelita     | 1930    | 4  | 3  | 3  | 3  | 1  | 0  | 6  | 20     |

Germania III und die norwegische Silja, konstruiert von Johan Anker, lagen nach sieben Wettfahrten punktgleich an zweiter Stelle und mussten zum Stechen antreten. Silja gewann das Stechen und die Silbermedaille.